# Mô hình niềm tin sức khỏe
Mô hình niềm tin sức khỏe (tiếng Anh: heath belief model (HBM)) là một tâm lý thay đổi hành vi sức khỏe mô hình phát triển để giải thích và dự đoán hành vi sức khoẻ, đặc biệt là liên quan đến sự tiếp nhận của các dịch vụ y tế. Mô hình niềm tin sức khỏe được phát triển vào năm 1950 bởi các nhà tâm lý học xã hội tại Dịch vụ y tế Công của Mỹ và vẫn là một trong những lý thuyết nổi tiếng nhất và được sử dụng rộng rãi nhất trong nghiên cứu hành vi sức khỏe. Mô hình niềm tin sức khỏe cho thấy niềm tin của người dân về vấn đề sức khỏe, nhận thức lợi ích của hành động và các rào cản hành động, và giải thích sự tự hiệu quả (hoặc thiếu sự tham gia) trong hành vi lợi cho sức khỏe. Một kích thích, hoặc cơ để hành động, cũng phải có mặt để kích hoạt các hành vi tăng cường sức khỏe.

## Lịch sử
Một trong các lý thuyết đầu tiên của hành vi sức khỏe, mô hình niềm tin sức khỏe được phát triển vào năm 1950 bởi các nhà tâm lý học xã hội Irwin M. Rosenstock, Godfrey M. Hochbaum, S. Stephen Kegeles, và Howard Leventhal tại các dịch vụ y tế công cộng của Mỹ giải thích sự thất bại phổ biến rộng rãi của sàng lọc các chương trình cho bệnh lao. Mô hình niềm tin sức khỏe đã được áp dụng để dự đoán một loạt các hành vi sức khoẻ như được sàng lọc để phát hiện sớm các bệnh không có triệu chứng  và tiêm chủng. Gần đây hơn, mô hình đã được áp dụng để hiểu phản ứng của bệnh nhân với các triệu chứng của bệnh, tuân thủ phác đồ y tế, hành vi lối sống (ví dụ, hành vi tình dục nguy cơ), và các hành vi liên quan đến bệnh mãn tính, mà có thể yêu cầu bảo trì hành vi lâu dài, thêm vào thay đổi hành vi ban đầu. Mô hình đã được bổ sung sửa đổi cuối năm 1988 để kết hợp các bằng chứng mới xuất hiện trong các lĩnh vực tâm lý học về vai trò của tự hiệu quả trong việc ra quyết định và hành vi.

## Lý thuyết Cấu trúc
Các cấu trúc sau đây của mô hình niềm tin sức khỏe được đề xuất là khác nhau giữa các cá nhân và dự đoán sự tham gia vào các hành vi liên quan sức khỏe (ví dụ, việc chích ngừa, việc sàng lọc bệnh không có triệu chứng, tập thể dục).
4 cấu trúc đầu là những cấu trúc gốc, 2 cấu trúc sau là được thêm sau này

### Nhận thức được mức độ nghiêm trọng (Perceived severity)
Mức độ nhận thức đề cập đến đánh giá chủ quan của mức độ nghiêm trọng của vấn đề sức khỏe và những hậu quả tiềm năng của nó. Các mô hình niềm tin sức khỏe đề xuất rằng các cá nhân nhận thức được một vấn đề sức khỏe cho là nghiêm trọng có nhiều khả năng tham gia vào các hành vi để ngăn chặn sức khỏe vấn đề xảy ra (hoặc giảm mức độ nghiêm trọng của nó). Mức độ nhận thức bao gồm niềm tin về bản thân bệnh (ví dụ, cho dù đó là đe dọa tính mạng hoặc có thể gây khuyết tật hoặc đau) cũng như tác động rộng hơn về căn bệnh này vào hoạt động trong công việc và xã hội vai trò. Đối với Ví dụ, một cá nhân có thể cảm nhận được rằng cúm là không nghiêm trọng về mặt y khoa, nhưng nếu người đó nhận thấy rằng sẽ có những hậu quả tài chính nghiêm trọng như là một kết quả của việc nghỉ việc vài ngày, sau đó anh ta hoặc cô ta có thể cảm nhận được cúm là một đặc biệt nghiêm trọng điều kiện.

### Nhận thức được tính nhạy cảm(Perceived susceptibility)
Tính nhạy cảm cảm nhận dùng để đánh giá chủ quan của nguy cơ phát triển một vấn đề sức khỏe. Các mô hình niềm tin sức khỏe dự đoán rằng các cá nhân cảm thấy rằng họ dễ bị nhiễm một vấn đề sức khỏe cụ thể sẽ tham gia vào các hành vi để giảm bớt rủi ro phát triển các vấn đề sức khỏe. Những người có tính nhạy cảm nhận thấp có thể phủ nhận rằng họ có nguy cơ bị mắc một căn bệnh đặc biệt. Người khác có thể thừa nhận khả năng rằng họ có thể mắc bệnh này, nhưng tin rằng nó là khó xảy ra. Cá nhân người tin rằng họ có nguy cơ thấp mắc một căn bệnh có nhiều khả năng tham gia vào các hành vi không lành mạnh, hoặc nguy hiểm,. Cá nhân cảm nhận được một nguy cơ cao mà họ sẽ bị ảnh hưởng cá nhân của một vấn đề sức khỏe đặc biệt là có nhiều khả năng tham gia vào các hành vi để giảm nguy cơ phát triển bệnh này.

## Ứng dụng trong Giáo dục sức khỏe
Cung cấp động cơ để hành động
Cung cấp nhiên rõ ràng của hành động để chi phí chấp nhận được
Tăng cường cảm giác năng lực để hành động

## Các hạn chế
Một trong những vấn đề đó đã cản các HBM là câu hỏi khác nhau được sử dụng trong các nghiên cứu khác nhau để xác định những niềm tin như nhau; do đó, rất khó để thiết kế cả hai xét nghiệm thích hợp của HBM và so sánh kết quả các nghiên cứu. Một lý do tại sao nghiên cứu không phải luôn luôn hỗ trợ các HBM là yếu tố khác hơn là niềm tin sức khỏe cũng bị ảnh hưởng nhiều thực hành hành vi sức khỏe. Những yếu tố này có thể bao gồm: ảnh hưởng đặc biệt, các yếu tố văn hóa, kinh tế xã hội, và kinh nghiệm trước đây.